# Omri Casspi
Omri Casspi (in ebraico עמרי כספי‎?; Holon, 22 giugno 1988) è un ex cestista israeliano, professionista in Israele e nella NBA.

## Biografia
Nato da una famiglia ebraica a Holon, trascorre l'infanzia a Yavne. È figlio di Shimon ed Eilana, ha un fratello maggiore, Eitan, e una sorella minore, Aviv.

## Caratteristiche tecniche
Giocava sia da ala piccola che da ala grande, ed era uno specialista nel tiro da 3 punti.

## Carriera

### Gioventù
Da bambino gioca per l'Elitzur Yavne B.C. e il Maccabi Rishon LeZion, ma a 13 anni viene notato dagli scout di una delle maggiori squadre del paese, il Maccabi Tel Aviv, con cui nel 2005 vince il campionato giovanile israeliano. Contemporaneamente gioca con la squadra della sua scuola superiore.

### Professionista in Europa: Israele (2005-2009)
Nella stagione successiva fa il suo esordio nella prima squadra del Maccabi, ma la stagione successiva viene ceduto in prestito all'Hapoel Galil Elyon, in questa stagione è il miglior realizzatore della propria squadra e si aggiudica il premio di "Scoperta dell'anno". Ritorna a Tel Aviv l'anno successivo sempre in sponda Maccabi, raggiungendo in questa stagione le finali di Eurolega, e nel 2009 raggiunge il 4º posto nel FIBA Europe Young Men's Player of the Year Award, dietro solo a Ricky Rubio, Danilo Gallinari e Kosta Koufos. Si era dichiarato eleggibile per il Draft NBA 2008, ma si ritirò dopo non essere rientrato tra i giocatori chiamati nel primo turno.

### NBA (2009-2019)

#### Sacramento Kings (2009-2011)

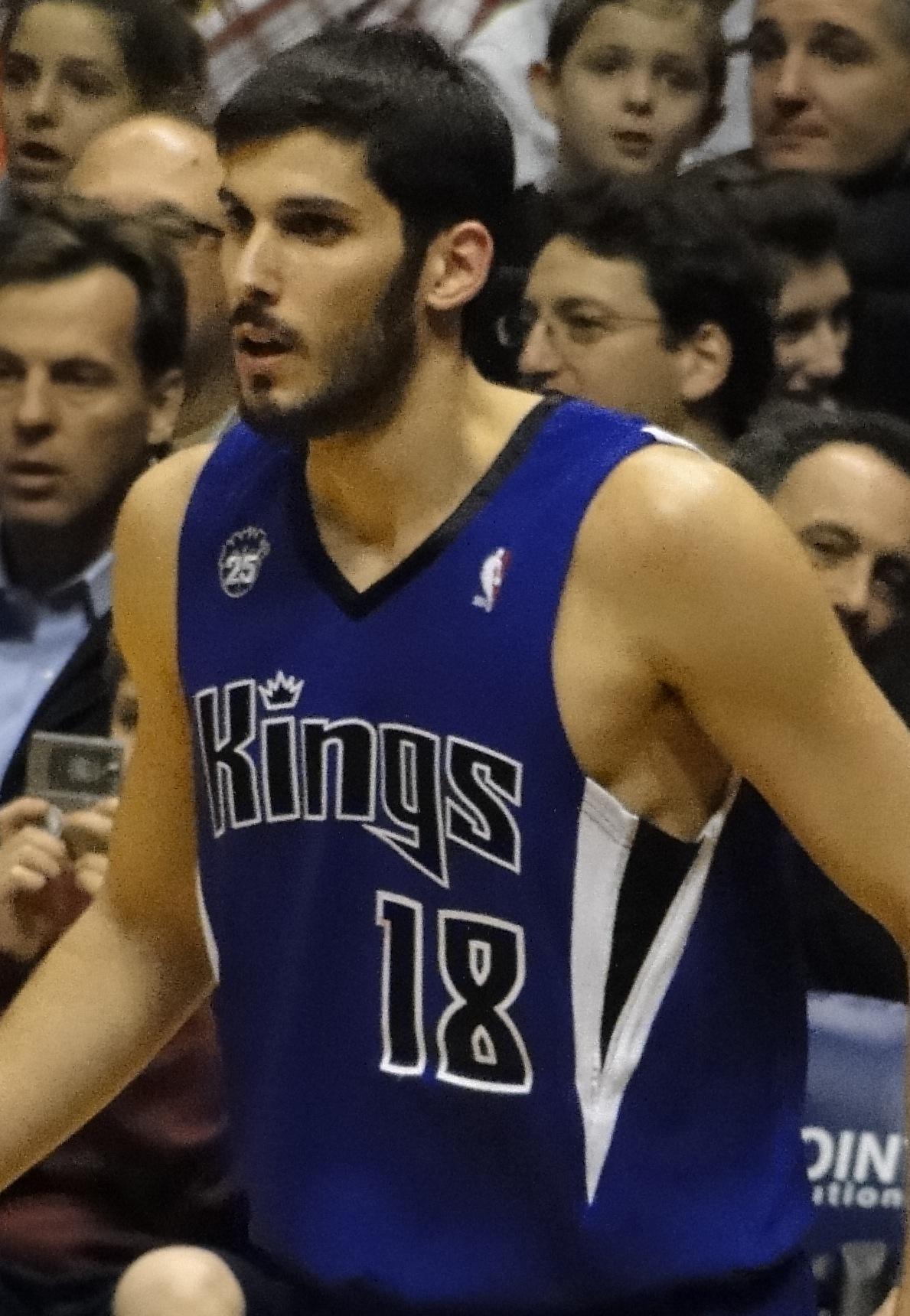
Casspi con la canotta dei Sacramento Kings

Nel 2009 si dichiarò di nuovo eleggibile per l'NBA Draft, e viene chiamato dai Sacramento Kings come 23ª scelta. È stato il primo giocatore israeliano ad essere scelto al primo turno del Draft NBA e in assoluto il primo israeliano a giocare nella NBA, infatti Oded Kattash, da molti ritenuto il cestista più forte di sempre del paese medio orientale, aveva firmato un contratto con i New York Knicks nel 1999, ma non giocò mai una partita nella più grande lega americana. Casspi firma un contratto di tre anni per 3,5 milioni di dollari a stagione.
Il 28 ottobre 2009 fa il suo esordio contro gli Oklahoma City Thunder, segnando 15 punti. Il 24 Novembre 2009 fece una foto storica stringendo la mano a Hamed Haddadi, primo iraniano in NBA prima della gara tra Kings e Grizzlies (quest'ultima è la squadra in cui all'epoca militava l'iraniano).
Il 1º gennaio 2010, nella sconfitta 109-108 contro i Los Angeles Lakers, compie una prestazione da 23 punti, 6 rimbalzi, 3 assist e una palla rubata. Il giorno successivo cattura 11 rimbalzi, attualmente il suo record in NBA. Il 5 gennaio realizza il suo season-high con 24 punti contro i Phoenix Suns, con 10/19 nei tiri dal campo.
In seguito alle sue buone prestazioni è convocato all'NBA Rookie Challenge e all'NBA H-O-R-S-E Competition; in quest'ultima lui e Rajon Rondo vengono sconfitti da Kevin Durant. Chiude la sua stagione da rookie con 10,3 punti, 4,5 rimbalzi e 1,2 assist di media a partita.

#### Cleveland Cavaliers (2011-2013)
Il 30 luglio 2011 passò ai Cleveland Cavaliers insieme alla prima scelta protetta del draft 2012 in cambio di J.J. Hickson.

#### Houston Rockets (2013-2014)
Dopo due anni lasciò la franchigia dell'Ohio per andare agli Houston Rockets, con cui giocò una stagione. In quella stagione Casspi disputa 71 partite, anche se solo 2 da titolare. A fine anno i texani arrivarono ai play-off, dove Casspi non giocò neanche un minuto nella serie contro Portland che i Rockets persero per 4-2 (primo turno).

#### Taglio di New Orleans e ritorno a Sacramento (2014-2017)
Il 16 luglio 2014 viene ceduto via trade ai New Orleans Pelicans in una trade a tre squadre con Houston Rockets (la sua ex squadra) e Washington Wizards che ha visto Casspi andare a New Orleans insieme a Ömer Aşik, mentre Alonzo Gee e Scotty Hopson sono andati a Houston e Melvin Ely nella Capitale.
Tuttavia il 24 luglio 2014 dopo soli 8 giorni viene tagliato dai Pelicans.

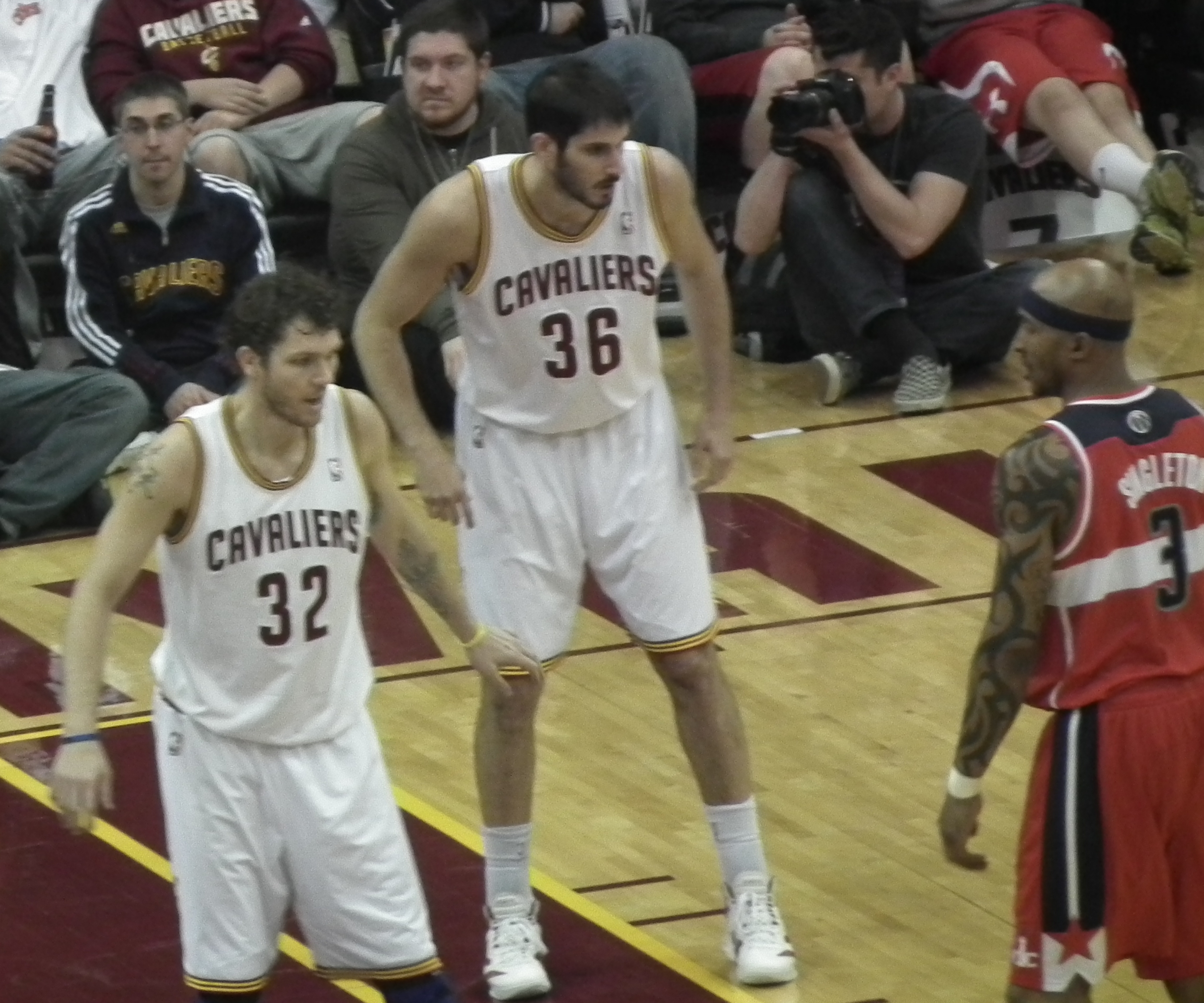
Casspi (centro) ai Cleveland Cavaliers

Il 19 settembre 2014 tornò ai Sacramento Kings, con cui firmò un contratto di un anno. Seppur non fosse titolare, Casspi giocò 67 partite (solo 19 da titolare), e viste le buone prestazioni e le discrete medie (8,9 punti, 3,9 rimbalzi, 1,5 assist, 73,3% dalla lunetta, 48,9% dal campo e 40,2% da tre) il 15 luglio 2015 rinnovò il suo contratto con la squadra californiana per altri due anni.
Il 29 dicembre 2015 stabilì il proprio career-high mettendo a segno 36 punti nella gara persa in trasferta contro i Golden State Warriors per 122-103. Con questa super prestazione eguaglia il record di Mike Bibby di nove tiri da 3 segnati in una partita con la maglia dei Kings. Alla fine della stagione i Kings non raggiungono i play-off, piazzandosi decimi nella Western Conference con un record di 33-49. Questa stagione per Casspi fu la migliore in assoluto in NBA: giocò 69 partite (di cui 21 da titolare) tenendo di media 11,8 punti, 5,9 rimbalzi, 1,4 assist, 64,8% dalla lunetta, 48,1% dal campo e 40,9% da tre punti.
Nella stagione successiva, Casspi giocò molto meno, a causa del cambio di allenatore da parte della dirigenza dei Kings che decise di sostituire George Karl con Dave Joerger. Quest'ultimo mise Casspi nelle rotazioni dietro a Matt Barnes e Rudy Gay, facendo sì che il giocatore israeliano avesse meno spazio. Lui in questa stagione disputò coi Kings 22 partite (due nel quintetto base) in cui tenne di media 5,9 punti (media più bassa per lui nei suoi 8 anni in NBA) venendo ceduto il 20 febbraio 2017 ai New Orleans Pelicans.

#### Il nuovo scambio e il nuovo taglio di New Orleans (2017)
Il 20 febbraio 2017 venne ceduto, assieme al compagno di squadra DeMarcus Cousins, ai New Orleans Pelicans, in cambio di Tyreke Evans, Langston Galloway e Buddy Hield. Esordì con la squadra della Louisiana alla prima occasione utile il 23 febbraio 2017 nella gara persa in trasferta per 129-99 contro gli Houston Rockets in cui lui segnò 12 punti. Tuttavia durante la stessa gara Casspi subì un infortunio al pollice che lo costrinse a stare fuori per un mese. A seguito di quest'infortunio, il 25 febbraio 2017, i Pelicans tagliarono Casspi.

#### Minnesota Timberwolves (2017)
Il 20 marzo 2017 firmò con i Minnesota Timberwolves. Rimase, come da contratto, nella squadra di Minneapolis fino alla fine della stagione e in 13 presenze (tutte in uscita dalla panchina) e tenne la media di 3,5 punti a partita.

#### Golden State Warriors (2017-2018)
Il 5 luglio 2017 venne ufficializzato il suo passaggio ai Golden State Warriors, squadra fresca di vittoria dell'anello NBA per 4-1 contro i Cleveland Cavaliers (sua ex squadra). Al suo arrivo a Golden State venne elogiato dal coach Steve Kerr. L'8 aprile 2018, a una settimana dall'inizio dei playoffs, venne tagliato per fare spazio a Quinn Cook. Così ancora una volta non giocò i playoffs, ma nonostante ciò la franchigia della baia disse che gli avrebbe offerto l'anello in caso di vittoria finale, cosa che si è poi verificata.

#### Memphis Grizzlies (2018-2019)
Il 2 luglio 2018 firma con i Memphis Grizzlies. Il 1º febbraio 2019 subì un infortunio al menisco e circa una settimana dopo venne tagliato dalla franchigia del Tennessee. La sua esperienza a Memphis fu caratterizzata anche da un brutto alterco in spogliatoio con il compagno di squadra Garrett Temple (con cui giocò anche a Sacramento) in cui i 2 arrivarono alla rissa.

## Nazionale

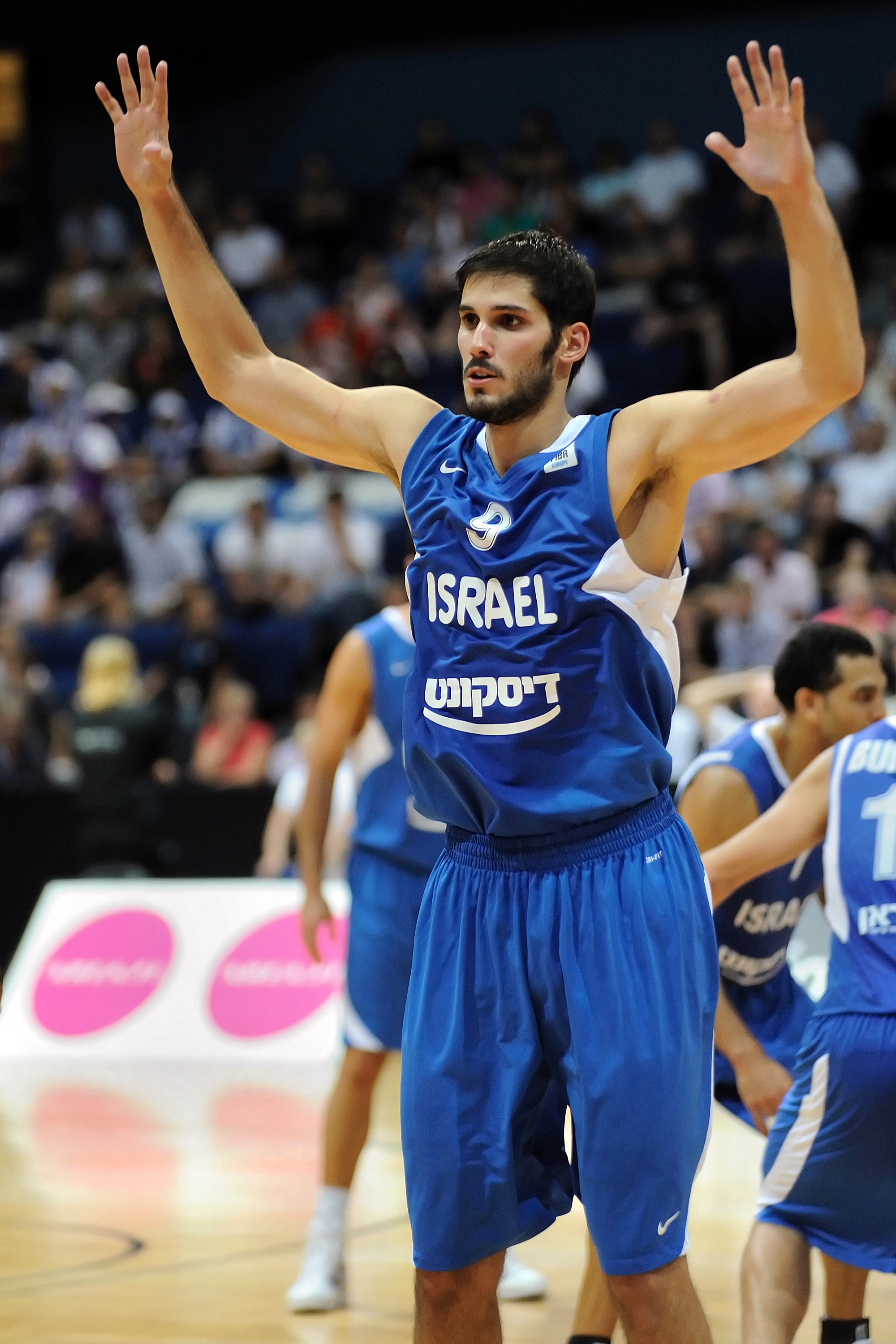
Casspi con la nazionale israeliana.

A partire dall'under-18 viene sempre convocato per le selezioni nazionali israeliane giovanili. Negli Europei Under 18 del 2005 è il miglior realizzatore della squadra con all'attivo circa 15 punti di media. Nel 2007 mantiene una media di 17,9 punti e 4,8 rimbalzi a partita negli Europei Under 20 svoltisi in Slovenia. A partire dall'anno successivo viene convocato per la Nazionale maggiore.
Durante l'estate del 2010 è il leader del team israeliano nelle qualificazioni per i Campionati Europei di Basket Lituania 2011, a cui il team non si qualificherà. Giocherà comunque nelle 3 edizioni successive del torneo dov'è la stella della squadra.

## Statistiche

### NBA

#### Regular Season
| Anno      | Squadra             | PG  | PT  | MP   | TC%  | 3P%  | TL%  | RP  | AP  | PRP | SP  | PP   |
| --------- | ------------------- | --- | --- | ---- | ---- | ---- | ---- | --- | --- | --- | --- | ---- |
| 2009-2010 | Sacramento Kings    | 77  | 31  | 25,1 | 44,6 | 36,9 | 67,2 | 4,5 | 1,2 | 0,7 | 0,2 | 10,3 |
| 2010-2011 | Sacramento Kings    | 71  | 27  | 24,0 | 41,2 | 37,2 | 67,3 | 4,3 | 1,0 | 0,8 | 0,2 | 8,6  |
| 2011-2012 | Cleveland Cavaliers | 65  | 35  | 20,6 | 40,3 | 31,5 | 68,5 | 3,5 | 1,0 | 0,6 | 0,3 | 7,1  |
| 2012-2013 | Cleveland Cavaliers | 43  | 1   | 11,7 | 39,4 | 32,9 | 53,7 | 2,7 | 0,7 | 0,6 | 0,3 | 4,0  |
| 2013-2014 | Houston Rockets     | 71  | 2   | 18,1 | 42,2 | 34,7 | 68,0 | 3,7 | 1,2 | 0,6 | 0,2 | 6,9  |
| 2014-2015 | Sacramento Kings    | 67  | 19  | 21,1 | 48,9 | 40,2 | 73,3 | 3,9 | 1,5 | 0,5 | 0,1 | 8,9  |
| 2015-2016 | Sacramento Kings    | 69  | 21  | 27,2 | 48,1 | 40,9 | 64,8 | 5,9 | 1,4 | 0,8 | 0,2 | 11,8 |
| 2016-2017 | Sacramento Kings    | 22  | 2   | 18,0 | 45,3 | 37,9 | 57,1 | 4,1 | 1,2 | 0,5 | 0,0 | 5,9  |
| 2016-2017 | N.O. Pelicans       | 1   | 0   | 24,0 | 55,6 | 50,0 | -    | 2,0 | 0,0 | 0,0 | 0,0 | 12,0 |
| 2016-2017 | Minnesota T'wolves  | 13  | 0   | 17,1 | 50,0 | 20,0 | 62,5 | 1,5 | 0,8 | 1,0 | 0,2 | 3,5  |
| 2017-2018 | G.S. Warriors       | 53  | 7   | 14,0 | 58,0 | 45,5 | 72,5 | 3,8 | 1,0 | 0,3 | 0,4 | 5,7  |
| 2018-2019 | Memphis Grizzlies   | 36  | 0   | 14,4 | 53,4 | 34,9 | 67,2 | 3,2 | 0,7 | 0,6 | 0,3 | 6,3  |
| Carriera  | Carriera            | 588 | 145 | 20,3 | 45,4 | 36,8 | 67,8 | 4,0 | 1,1 | 0,6 | 0,2 | 7,9  |

## Palmarès
- Campionato israeliano: 4

Maccabi Tel Aviv: 2005-06, 2008-09, 2019-20, 2020-21
- Coppa di Israele: 2

Maccabi Tel Aviv: 2005-06, 2020-21
- Coppa di Lega israeliana: 2

Maccabi Tel Aviv: 2007, 2020
- Campionato NBA: 1

Golden State Warriors: 2018